# Mistrzostwa Europy w wioślarstwie

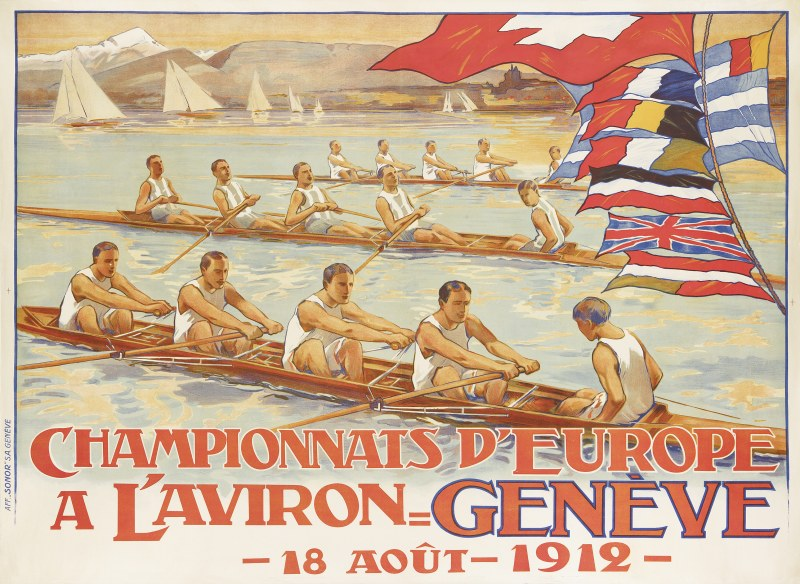
Mistrzostwa Europy w wioślarstwie - 1912 rok.

Mistrzostwa Europy w Wioślarstwie – europejskie zawody wioślarskie organizowane przez FISA.

## Historia
Mistrzostwa Europy po raz pierwszy zostały rozegrane nad jeziorem Orta we Włoszech w 1893 r., rok po założeniu Międzynarodowej Federacji Wioślarskiej. Odbywały się corocznie przez osiemdziesiąt lat, do 1973 r., kiedy odbyły się ostatnie mistrzostwa Europy w Moskwie. W maju 2006 r. podjęto decyzję o przywróceniu tych zawodów, a w 2007 r., po 34 latach przerwy odbyły się w Poznaniu kolejne mistrzostwa Europy. Decyzja ta podyktowana była mocnym rozwojem wioślarstwa w krajach europejskich, co uwydatniło potrzebę przywrócenia tych zawodów.

## Zasady
W mistrzostwach Europy mogą brać udział europejskie krajowe federacje wioślarskie, które są członkami FISA oraz Izrael. W sumie uprawnionych do udziału w mistrzostwach Europy są 43 federacje wioślarskie. Zawody odbywają się w 14 olimpijskich konkurencjach na dystansie 2 000 metrów. Zasady regulowane są przez Zarząd Wioślarstwa Europejskiego, który składa się z trzech członków mianowanych przez FISA oraz trzech członków wybranych przez federacje krajowe.

## Edycje mistrzostw
| Lp  | Rok  | Kraj                 | Miejsce          | Uwagi         |
| --- | ---- | -------------------- | ---------------- | ------------- |
| 1.  | 1893 | Włochy               | Jezioro Orta     |               |
| 2.  | 1894 | Francja              | Mâcon            |               |
| 3.  | 1895 | Belgia               | Ostenda          |               |
| 4.  | 1896 | Szwajcaria           | Genewa           |               |
| 5.  | 1897 | Włochy               | Pallanza         |               |
| 6.  | 1898 | Włochy               | Turyn            |               |
| 7.  | 1899 | Belgia               | Ostenda          |               |
| 8.  | 1900 | Francja              | Paryż            |               |
| 9.  | 1901 | Szwajcaria           | Zurych           |               |
| 10. | 1902 | Cesarstwo Niemieckie | Strasburg        |               |
| 11. | 1903 | Włochy               | Wenecja          |               |
| 12. | 1904 | Francja              | Paryż            |               |
| 13. | 1905 | Belgia               | Gandawa          |               |
| 14. | 1906 | Włochy               | Pallanza         |               |
| 15. | 1907 | Cesarstwo Niemieckie | Ren              |               |
| 16. | 1908 | Szwajcaria           | Lucerna          |               |
| 17. | 1909 | Francja              | Paryż            |               |
| 18. | 1910 | Belgia               | Ostenda          |               |
| 19. | 1911 | Włochy               | Como             |               |
| 20. | 1912 | Szwajcaria           | Genewa           |               |
| 21. | 1913 | Belgia               | Gandawa          |               |
| 22. | 1920 | Francja              | Mâcon            |               |
| 23. | 1921 | Holandia             | Amsterdam        |               |
| 24. | 1922 | Hiszpania            | Barcelona        |               |
| 25. | 1923 | Włochy               | Como             |               |
| 26. | 1924 | Szwajcaria           | Zurych           |               |
| 27. | 1925 | Czechosłowacja       | Praga            |               |
| 28. | 1926 | Szwajcaria           | Lucerna          |               |
| 29. | 1927 | Włochy               | Como             |               |
| 30. | 1929 | Polska               | Bydgoszcz        |               |
| 31. | 1930 | Belgia               | Liège            |               |
| 32. | 1931 | Francja              | Paryż            |               |
| 33. | 1932 | Jugosławia           | Belgrad          |               |
| 34. | 1933 | Węgry                | Budapeszt        |               |
| 35. | 1934 | Szwajcaria           | Lucerna          |               |
| 36. | 1935 | Niemcy               | Berlin           |               |
| 37. | 1937 | Holandia             | Amsterdam        |               |
| 38. | 1938 | Włochy               | Mediolan         |               |
| 39. | 1947 | Szwajcaria           | Lucerna          |               |
| 40. | 1949 | Holandia             | Amsterdam        |               |
| 41. | 1950 | Włochy               | Mediolan         |               |
| 42. | 1951 | Francja              | Mâcon            |               |
| 43. | 1953 | Dania                | Kopenhaga        |               |
| 44. | 1954 | Holandia             | Amsterdam        |               |
| 45. | 1955 | Belgia               | Gandawa          |               |
| 45. | 1955 | Rumunia              | Bukareszt        | Zawody kobiet |
| 46. | 1956 | Jugosławia           | Bled             |               |
| 47. | 1957 | Niemcy Zachodnie     | Duisburg         |               |
| 48. | 1958 | Polska               | Poznań           |               |
| 49. | 1959 | Francja              | Mâcon            |               |
| 50. | 1960 | Wielka Brytania      | Londyn           | Zawody kobiet |
| 51. | 1961 | Czechosłowacja       | Praga            |               |
| 52. | 1962 | Niemcy Wschodnie     | Berlin           | Zawody kobiet |
| 53. | 1963 | Dania                | Kopenhaga        |               |
| 53. | 1963 | Związek Radziecki    | Moskwa           | Zawody kobiet |
| 54. | 1964 | Holandia             | Amsterdam        |               |
| 55. | 1965 | Niemcy Zachodnie     | Duisburg         |               |
| 56. | 1966 | Holandia             | Amsterdam        | Zawody kobiet |
| 57. | 1967 | Francja              | Vichy            |               |
| 58. | 1968 | Niemcy Wschodnie     | Berlin Wschodni  | Zawody kobiet |
| 59. | 1969 | Austria              | Klagenfurt       |               |
| 60. | 1970 | Węgry                | Tata             | Zawody kobiet |
| 61. | 1971 | Dania                | Kopenhaga        |               |
| 62. | 1972 | Niemcy Wschodnie     | Brandenburg      | Zawody kobiet |
| 63. | 1973 | Związek Radziecki    | Moskwa           |               |
| 64. | 2007 | Polska               | Poznań           |               |
| 65. | 2008 | Grecja               | Ateny            |               |
| 66. | 2009 | Białoruś             | Brześć           |               |
| 67. | 2010 | Portugalia           | Montemor-o-Velho |               |
| 68. | 2011 | Bułgaria             | Płowdiw          |               |
| 69. | 2012 | Włochy               | Varese           |               |
| 70. | 2013 | Hiszpania            | Sewilla          |               |
| 71. | 2014 | Serbia               | Belgrad          |               |
| 72. | 2015 | Polska               | Poznań           |               |
| 73. | 2016 | Niemcy               | Brandenburg      |               |
| 74. | 2017 | Czechy               | Račice           |               |
| 75. | 2018 | Wielka Brytania      | Glasgow          |               |
| 76. | 2019 | Szwajcaria           | Lucerna          |               |
| 77. | 2020 | Polska               | Poznań           |               |
| 78. | 2021 | Włochy               | Varese           |               |
| 79. | 2022 | Niemcy               | Monachium        |               |
| 80. | 2023 | Słowenia             | Blad             |               |
| 81. | 2024 | Włochy               | Sabaudia         |               |

## Klasyfikacja medalowa
Klasyfikacja zawiera medale zdobyte od 2007 do 2019 roku.
| Pozycja | Państwo         | Złoto | Srebro | Brąz | Razem |
| ------- | --------------- | ----- | ------ | ---- | ----- |
| 1.      | Niemcy          | 25    | 23     | 17   | 65    |
| 2.      | Włochy          | 21    | 19     | 21   | 61    |
| 3.      | Rumunia         | 21    | 11     | 12   | 44    |
| 4.      | Grecja          | 20    | 7      | 1    | 28    |
| 5.      | Wielka Brytania | 14    | 16     | 15   | 45    |
| 6.      | Czechy          | 13    | 10     | 11   | 34    |
| 7.      | Francja         | 12    | 8      | 11   | 31    |
| 8.      | Ukraina         | 10    | 4      | 13   | 27    |
| 9.      | Polska          | 9     | 24     | 12   | 45    |
| 10.     | Białoruś        | 9     | 7      | 11   | 27    |
| 11.     | Litwa           | 8     | 8      | 4    | 20    |
| 12.     | Szwajcaria      | 7     | 4      | 10   | 21    |
| 13.     | Holandia        | 6     | 21     | 17   | 44    |
| 14.     | Rosja           | 6     | 9      | 10   | 25    |
| 15.     | Chorwacja       | 6     | 4      | 5    | 15    |
| 16.     | Estonia         | 4     | 3      | 2    | 9     |
| 17.     | Serbia          | 3     | 7      | 10   | 20    |
| 18.     | Dania           | 3     | 6      | 1    | 10    |
| 19.     | Irlandia        | 3     | 3      | 2    | 8     |
| 20.     | Węgry           | 3     | 1      | 2    | 6     |
| 21.     | Austria         | 2     | 4      | 1    | 7     |
| 22.     | Norwegia        | 2     | 1      | 6    | 9     |
| 23.     | Portugalia      | 1     | 3      | 2    | 6     |
| 24.     | Słowacja        | 1     | 2      | 1    | 4     |
| 24.     | Szwecja         | 1     | 2      | 1    | 4     |
| 26.     | Hiszpania       | 1     | 1      | 5    | 7     |
| 27.     | Bułgaria        | 1     | 0      | 2    | 3     |
| 28.     | Belgia          | 0     | 1      | 2    | 3     |
| 29.     | Azerbejdżan     | 0     | 1      | 0    | 1     |
| 29.     | Finlandia       | 0     | 1      | 0    | 1     |
| 29.     | Łotwa           | 0     | 1      | 0    | 1     |
| 32.     | Słowenia        | 0     | 0      | 3    | 3     |
| Razem   | Razem           | 212   | 212    | 210  | 634   |

## Polscy medaliści
Polska reprezentacja zdobyła 75 medali. Dodatkowo trzy medale (złote w 1907 i 1908 oraz srebrny w 1909) zdobył Stanisław Kowalski, reprezentujący Belgię.
(Stan po ME 2019)
| Medal  | Rok  | Miejsce          | Konkurencja                       | Zawodnicy |
| ------ | ---- | ---------------- | --------------------------------- | --- |
| złoto  | 1930 | Liège            | Dwójka bez sternika               | Henryk Budziński, Jan Mikołajczak                                                                                                |
| złoto  | 1933 | Budapeszt        | Jedynka                           | Roger Verey |
| złoto  | 1935 | Berlin           | Jedynka                           | Roger Verey |
| złoto  | 1935 | Berlin           | Dwójka podwójna                   | Roger Verey, Jerzy Ustupski |
| złoto  | 1955 | Gandawa          | Jedynka                           | Teodor Kocerka |
| złoto  | 2009 | Brześć           | Ósemka                            | P. Brzeziński, J. Godek, M. Szpakowski, K. Aranowski, P. Hojka, M. Brzeziński, W. Gutorski, M. Burda, D. Trojanowski             |
| złoto  | 2010 | Montemor-o-Velho | Czwórka podwójna                  | Konrad Wasielewski, Marek Kolbowicz, Michał Jeliński, Adam Korol                                                                 |
| złoto  | 2011 | Płowdiw          | Ósemka                            | M. Brzeziński, R. Hejmej, D. Radosz, P. Hojka, M. Burda, P. Juszczak, K. Aranowski, M. Szpakowski, D. Trojanowski                |
| złoto  | 2012 | Varese           | Ósemka                            | M. Brzeziński, M. Mattik, M. Burda, P. Hojka, Z. Schodowski, M. Szpakowski, K. Aranowski, R. Hejmej, D. Trojanowski              |
| złoto  | 2014 | Belgrad          | Dwójka podwójna                   | Magdalena Fularczyk-Kozłowska, Natalia Madaj                                                                                     |
| złoto  | 2015 | Poznań           | Dwójka podwójna                   | Magdalena Fularczyk-Kozłowska, Natalia Madaj                                                                                     |
| złoto  | 2017 | Račice           | Dwójka podwójna wagi lekkiej      | Weronika Deresz, Martyna Mikołajczak                                                                                             |
| złoto  | 2018 | Glasgow          | Czwórka podwójna                  | Agnieszka Kobus-Zawojska, Marta Wieliczko, Maria Springwald, Katarzyna Zillmann                                                  |
| złoto  | 2019 | Lucerna          | Dwójka podwójna                   | Mirosław Ziętarski, Fabian Barański                                                                                              |
| srebro | 1929 | Bydgoszcz        | Dwójka bez sternika               | Henryk Budziński, Jan Mikołajczak                                                                                                |
| srebro | 1931 | Paryż            | Czwórka bez sternika              | Henryk Budziński, Zbigniew Kasprzak, Kazimierz Nowakowski, Jan Mikołajczak                                                       |
| srebro | 1933 | Budapeszt        | Dwójka ze sternikiem              | Janusz Ślązak, Jerzy Braun, Jerzy Skolimowski                                                                                    |
| srebro | 1934 | Lucerna          | Jedynka                           | Roger Verey |
| srebro | 1938 | Mediolan         | Jedynka                           | Roger Verey |
| srebro | 1953 | Kopenhaga        | Jedynka                           | Teodor Kocerka |
| srebro | 1954 | Amsterdam        | Jedynka                           | Teodor Kocerka |
| srebro | 1956 | Bled             | Czwórka ze sternikiem             | Maria Dopierała, Anna Gołębiewska, Sabina Matuszewska-Zdziennicka, Maria Kowalska, Danuta Migocka                                |
| srebro | 2007 | Poznań           | Dwójka bez sternika               | Piotr Hojka, Jarosław Godek |
| srebro | 2007 | Poznań           | Ósemka                            | M. Stawowski, B. Zalewski, S. Kruszkowski, S. Kosiorek, M. Burda, W. Gutorski, P. Buchalski, R. Hejmej, D. Trojanowski           |
| srebro | 2007 | Poznań           | Dwójka podwójna wagi lekkiej      | Magdalena Kemnitz, Ilona Mokronowska                                                                                             |
| srebro | 2008 | Schiniás         | Dwójka podwójna                   | Magdalena Fularczyk, Natalia Madaj                                                                                               |
| srebro | 2008 | Schiniás         | Dwójka podwójna wagi lekkiej      | Weronika Deresz, Ilona Mokronowska                                                                                               |
| srebro | 2009 | Brześć           | Dwójka podwójna wagi lekkiej      | Magdalena Kemnitz, Agnieszka Renc                                                                                                |
| srebro | 2010 | Montemor-o-Velho | Czwórka bez sternika wagi lekkiej | Łukasz Pawłowski, Łukasz Siemion, Miłosz Bernatajtys, Paweł Rańda                                                                |
| srebro | 2010 | Montemor-o-Velho | Ósemka                            | R. Hejmej, J. Godek, P. Hojka, K. Aranowski, M. Szpakowski, M. Brzeziński, P. Juszczak, M. Burda, D. Trojanowski                 |
| srebro | 2010 | Montemor-o-Velho | Dwójka podwójna                   | Magdalena Fularczyk, Julia Michalska                                                                                             |
| srebro | 2010 | Montemor-o-Velho | Dwójka podwójna wagi lekkiej      | Magdalena Kemnitz, Agnieszka Renc                                                                                                |
| srebro | 2011 | Płowdiw          | Czwórka podwójna                  | Agnieszka Kobus, Karolina Gniadek, Sylwia Lewandowska, Natalia Madaj                                                             |
| srebro | 2012 | Varese           | Czwórka podwójna                  | Kamila Soćko, Joanna Leszczyńska, Sylwia Lewandowska, Natalia Madaj                                                              |
| srebro | 2013 | Sewilla          | Dwójka bez sternika               | Wojciech Gutorski, Jarosław Godek                                                                                                |
| srebro | 2013 | Sewilla          | Czwórka podwójna                  | Dawid Grabowski, Konrad Wasielewski, Piotr Licznerski, Adam Wicenciak                                                            |
| srebro | 2013 | Sewilla          | Ósemka                            | M. Brzeziński, P. Juszczak, M. Burda, P. Hojka, Z. Schodowski, M. Szpakowski, K. Aranowski, R. Hejmej, D. Trojanowski            |
| srebro | 2013 | Sewilla          | Dwójka podwójna                   | Magdalena Fularczyk-Kozłowska, Natalia Madaj                                                                                     |
| srebro | 2016 | Brandenburg      | Czwórka podwójna                  | Agnieszka Kobus, Joanna Leszczyńska, Maria Springwald, Monika Ciaciuch                                                           |
| srebro | 2017 | Račice           | Dwójka podwójna                   | Mirosław Ziętarski, Mateusz Biskup                                                                                               |
| srebro | 2017 | Račice           | Czwórka podwójna                  | Dominik Czaja, Dariusz Radosz, Wiktor Chabel, Adam Wicenciak                                                                     |
| srebro | 2017 | Račice           | Ósemka                            | Z. Schodowski, M. Wilangowski, R. Ablewski, R. Fuchs, M. Brzeziński, B. Modrzyński, M. Burda, M. Szpakowski, D. Trojanowski      |
| srebro | 2017 | Račice           | Czwórka bez sternika              | Monika Ciaciuch, Joanna Dittmann, Anna Wierzbowska, Maria Wierzbowska                                                            |
| srebro | 2018 | Glasgow          | Dwójka podwójna wagi lekkiej      | Weronika Deresz, Joanna Dorociak                                                                                                 |
| srebro | 2019 | Lucerna          | Czwórka bez sternika              | Mikołaj Burda, Mateusz Wilangowski, Marcin Brzeziński, Michał Szpakowski                                                         |
| srebro | 2019 | Lucerna          | Jedynka wagi lekkiej              | Artur Mikołajczewski |
| brąz   | 1925 | Praga            | Jedynka                           | Andrzej Osiecimski-Czapski |
| brąz   | 1926 | Lucerna          | Czwórka ze sternikiem             | Franciszek Bronikowski, Leon Birkholz, Mieczysław Figurski, Franciszek Janik, Franciszek Brzeziński                              |
| brąz   | 1927 | Como             | Ósemka                            | H. Niezabitowski, J. Poczobut, J. Łaszewski, W. Barwicki, M. Wodziański, A. Sołtan, P. Kurnicki, O. Gordziałkowski, E. Czaplicki |
| brąz   | 1929 | Bydgoszcz        | Dwójka ze sternikiem              | Wiktor Szelągowski, Henryk Grabowski, Tadeusz Gaworski                                                                           |
| brąz   | 1929 | Bydgoszcz        | Czwórka bez sternika              | Jerzy Braun, Leon Birkholz, Edmund Jankowski, Franciszek Bronikowski                                                             |
| brąz   | 1929 | Bydgoszcz        | Ósemka                            | S. Jurkowski, W. Leporowski, Zd. Kasprzak, W. Tuliszka, M. Tuliszka, Zb. Kasprzak, M. Ziętkiewicz, A. Moschalewicz, B. Zimny     |
| brąz   | 1932 | Belgrad          | Dwójka podwójna                   | Roger Verey, Jerzy Ustupski |
| brąz   | 1932 | Belgrad          | Dwójka ze sternikiem              | Henryk Grabowski, Wiktor Szelągowski, Henryk Kawalec                                                                             |
| brąz   | 1935 | Berlin           | Dwójka ze sternikiem              | Stanisław Kuryłłowicz, Witalis Leporowski, Mieczysław Bącler                                                                     |
| brąz   | 1937 | Amsterdam        | Jedynka                           | Roger Verey |
| brąz   | 1937 | Amsterdam        | Dwójka ze sternikiem              | Stanisław Kuryłłowicz, Lech Manitius, Mieczysław Bącler                                                                          |
| brąz   | 1956 | Bled             | Jedynka                           | Teodor Kocerka |
| brąz   | 1957 | Duisburg         | Dwójka ze sternikiem              | Zbigniew Schwarzer, Henryk Jagodziński, Bertold Mainka                                                                           |
| brąz   | 1959 | Mâcon            | Jedynka                           | Teodor Kocerka |
| brąz   | 1964 | Amsterdam        | Dwójka ze sternikiem              | Kazimierz Naskręcki, Marian Siejkowski, Stanisław Kozera                                                                         |
| brąz   | 1971 | Kopenhaga        | Dwójka bez sternika               | Jerzy Broniec, Alfons Ślusarski                                                                                                  |
| brąz   | 1973 | Moskwa           | Czwórka ze sternikiem             | Anna Karbowiak, Małgorzata Kawalska, Bogusława Kozłowska, Barbara Wojciechowska, Maria Pełeszok                                  |
| brąz   | 2008 | Schiniás         | Ósemka                            | S. Kosiorek, M. Stawowski, P. Brzeziński, P. Buchalski, W. Gutorski, M. Brzeziński, R. Hejmej, M. Burda, D. Trojanowski          |
| brąz   | 2009 | Brześć           | Czwórka podwójna                  | Arnold Sobczak, Piotr Licznerski, Michał Słoma, Wiktor Chabel                                                                    |
| brąz   | 2009 | Brześć           | Dwójka podwójna                   | Agata Gramatyka, Natalia Madaj                                                                                                   |
| brąz   | 2011 | Płowdiw          | Czwórka podwójna                  | Konrad Wasielewski, Wiktor Chabel, Kamil Zajkowski, Piotr Licznerski                                                             |
| brąz   | 2013 | Sewilla          | Dwójka podwójna wagi lekkiej      | Weronika Deresz, Katarzyna Wełna                                                                                                 |
| brąz   | 2014 | Belgrad          | Czwórka podwójna                  | Agnieszka Kobus, Maria Springwald, Joanna Dittmann, Monika Ciaciuch                                                              |
| brąz   | 2015 | Poznań           | Czwórka podwójna                  | Agnieszka Kobus, Joanna Leszczyńska, Maria Springwald, Monika Ciaciuch                                                           |
| brąz   | 2015 | Poznań           | Dwójka podwójna wagi lekkiej      | Joanna Dorociak, Weronika Deresz                                                                                                 |
| brąz   | 2016 | Brandenburg      | Dwójka podwójna wagi lekkiej      | Joanna Dorociak, Weronika Deresz                                                                                                 |
| brąz   | 2018 | Glasgow          | Czwórka podwójna                  | Szymon Pośnik, Maciej Zawojski, Dominik Czaja, Wiktor Chabel                                                                     |
| brąz   | 2018 | Glasgow          | Czwórka bez sternika              | Olga Michałkiewicz, Joanna Dittmann, Monika Chabel, Maria Wierzbowska                                                            |
| brąz   | 2019 | Lucerna          | Czwórka bez sternika              | Joanna Dittmann, Monika Chabel, Olga Michałkiewicz, Maria Wierzbowska                                                            |